# Bạo loạn

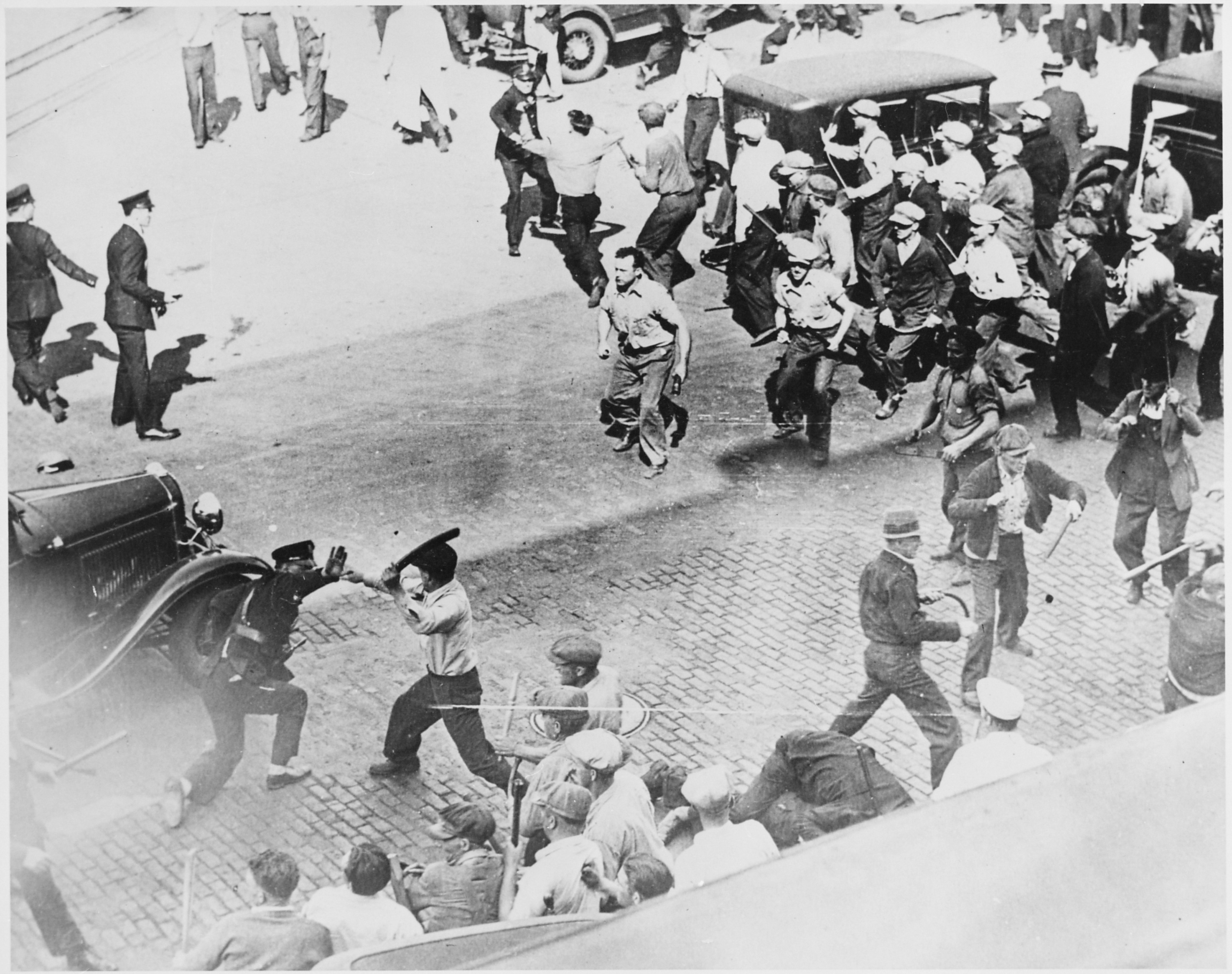
Một nhóm người được trang bị ống nước, bạo loạn trong một cuộc đụng độ với cảnh sát chống bạo động trong Cuộc đình công tại Minneapolis năm 1934.

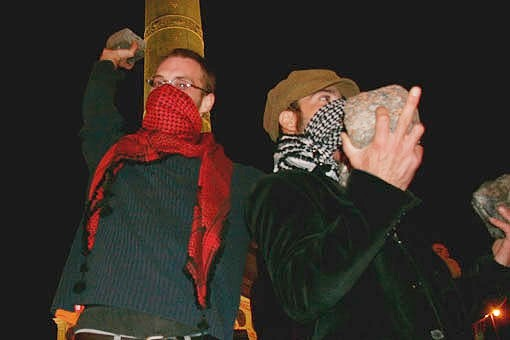
Những kẻ bạo động đeo khăn quàng cổ để che giấu danh tính và lọc hơi cay.

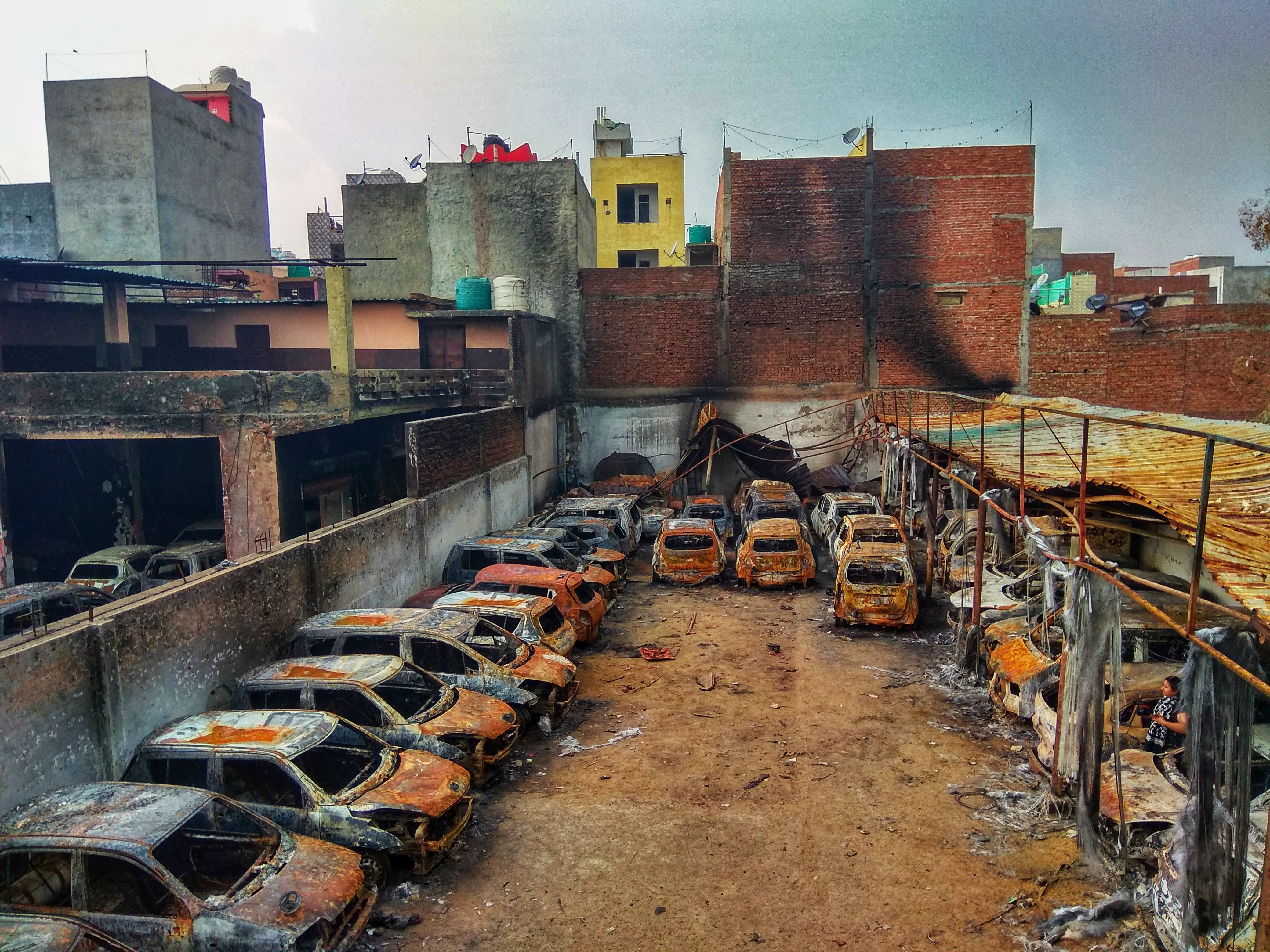
Những chiếc xe bị cháy ở Bạo loạn Đông Bắc Delhi năm 2020 tại Shiv Vihar

Bạo loạn hay bạo động là một hình thức bất ổn dân sự thường được đặc trưng bởi một nhóm người gây ra sự xáo trộn mang tính bạo lực chống lại chính quyền, tài sản sở hữu hoặc nhân dân.
Bạo loạn thường liên quan đến trộm cắp, phá hoại và phá hủy tài sản, công cộng hoặc tư nhân. Các tài sản được nhắm mục tiêu khác nhau tùy thuộc vào cuộc bạo loạn và khuynh hướng của những người liên quan. Mục tiêu có thể bao gồm các cửa hàng, xe hơi, nhà hàng, tổ chức nhà nước và các tòa nhà tôn giáo.
Bạo loạn thường xảy ra khi đám đông có cảm giác bị đối xử không công bằng hoặc bất đồng quan điểm. Trong lịch sử, bạo loạn đã xảy ra do nghèo đói, thất nghiệp, điều kiện sống tồi tàn, áp bức của chính phủ, thuế hoặc quân dịch bắt buộc, xung đột giữa các nhóm dân tộc, bạo loạn chủng tộc hoặc tôn giáo (bạo lực giáo phái, pogrom), kết quả của một sự kiện thể thao (bạo loạn thể thao, côn đồ bóng đá) hoặc sự thất vọng với các kênh hợp pháp dùng để giải quyết bất bình.
Trong khi các cá nhân có thể cố gắng lãnh đạo hoặc kiểm soát một cuộc bạo loạn, các cuộc bạo loạn thường bao gồm các nhóm vô tổ chức thường xuyên "hỗn loạn và thể hiện hành vi bầy đàn". Ngày càng có nhiều bằng chứng cho thấy bạo loạn không phải là hành vi phi lý, giống như bầy đàn, mà thực sự tuân theo các chuẩn mực xã hội đảo ngược.
Xử lý bạo loạn thường là một nhiệm vụ khó khăn đối với lực lượng cảnh sát. Họ có thể sử dụng hơi cay hoặc khí CS để kiểm soát những kẻ bạo loạn. Cảnh sát chống bạo động có thể sử dụng các phương pháp kiểm soát ít gây chết người hơn, chẳng hạn như súng săn bắn đạn nhựa để gây thương tích hoặc làm mất khả năng của những kẻ bạo loạn để bắt giữ dễ dàng hơn.